# یخچال بیلانکوه
یخچال بیلانکوه مربوط به سده‌های متاخر دوران‌های تاریخی پس از اسلام - دوره قاجار است و در تبریز، چهار عباسی، خیابان بیلانکوه واقع شده و این اثر در تاریخ ۲۸ اسفند ۱۳۸۵ با شمارهٔ ثبت ۱۸۶۸۷ به‌عنوان یکی از آثار ملی ایران به ثبت رسیده است.
این یخچال در واقع بخشی از مجموعه کلانتر، در باغمیشه قدیمی و بیلانکوه فعلی است؛ که در حال حاضر در شرایط بسیار نامناسب نگهداری می‌شود.